# 板野一郎
板野一郎（日语：／ Itano Ichirō，1959年3月11日—），日本神奈川出身的動畫家。
1981年以擔任《機動戰士鋼彈》的動畫家開始其職業生涯。
1982－1983年擔任放映的電視動畫影集《超時空要塞》馬克羅斯的機械作畫監督。在這部作品中曾在傳說巨神中受到極高評價的飛彈射擊軌跡更為洗練，並被人稱為“板野馬戲團”（板野サーカス）。
1986年擔任《無限地帶23》 PARTⅡ的監督。

## 板野馬戲團的誕生
據說板野一郎先生為了體驗『飛彈齊射』的意境，先是把機車駕照考取，接著在機車上裝50枝衝天砲（裝置細節不明），在河堤狂飆，然後全彈發射，用他過人的記憶力與動態視覺把此情景記住後，火速趕到工作室畫出來。
但只算完成一半，因為這樣只能看到我方飛彈發射，那敵人發射的飛彈怎麼辦？於是他捉了一位平常很討厭的學弟，在學弟機車上一樣裝50枝衝天砲，在河堤狂飆對轟，然後帶著『被火紋身』疲憊的身子回到工作室，於是板野馬戲團就此誕生。
可是據板野一郎親口訪談內容是依據少年時所看的人造人間基凱達中登場敵方－哈凱達所騎機車追逐中使用火箭彈的片段與學弟一同騎機車並裝上衝天砲於海岸邊模仿此片段而狂飆對轟。
先前他自己已有機車駕照，所以「先是把機車駕照考取」這段是完全錯誤。
在製作《Macross Plus》時，為了體驗駕駛員的空間感覺，曾與監督河森正治到美國，實際進行過空中模擬戰。
為了親自體驗戰鬥機飛行員的生理極限狀態，因此請教官急速上升，承受了暫時失去知覺(BLACKOUT)和意識喪失(G-LOC)的衝擊。
以此經驗為《Macross Plus》創造了被稱為"傳說的5秒"「板野馬戲團」最高傑作，
以及日後《超時空要塞Zero》3D超機動空戰的基礎。

## 代表作品

### 動畫
- 1980 《傳說巨神伊甸王》
- 1981 《機動戰士鋼彈》
- 1981 《機動戰士鋼彈II 哀戰士篇》
- 1982 《機動戰士鋼彈III 相逢宇宙篇》
- 1982-1983 《超时空要塞》
- 1984 《北斗神拳》
- 1985 《無限地帶23》 PartII　（監督）
- 1994 《超時空要塞Plus》（OVA）
- 1999 《宇宙海賊米特的大冒險 》（機械設定）
- 2002 《超時空要塞Zero》（擔任特技監督）
- 2004 《殺戮都市》（動畫電視劇、監督）
- 2008 《BLASSREITER》（監督）
- 2008 《武裝機甲》（特技監督）
- 2012 《福音戰士新劇場版：Q》（CGI監修）
- 2014 《樂園追放 -Expelled from Paradise-》（动作顾问）
- 2015 《機動戰士GUNDAM THE ORIGIN I 苍瞳的卡斯巴尔》（演出）
- 2018 《SSSS.GRIDMAN》（怪兽设计）
- 2021 《SSSS.DYNAZENON》（怪兽设计）

### 特攝
- 2004「超人力霸王THE NEXT」（特攝電影，擔任CGI動作指導）
- 2005「奈克瑟斯奥特曼」（特攝電視節目，擔任CGI動作指導）
- 2005「麦克斯奥特曼」（特攝電視節目，擔任CGI動作指導）
- 2005「梦比优斯奥特曼」（特攝電視節目，擔任CGI動作指導）
- 2006「梦比优斯奥特曼&奥特兄弟」（特攝電影，擔任CGI動作指導）

### 遊戲
- 2004-2005「DIGITAL DEVIL SAGA アバタールチューナーシリーズ」
- 2012 「阿修羅之怒」

## 外部連結
- WEBアニメスタイル 特別企画 （页面存档备份，存于） - 特撮に導入されたジャパニメーションの技術「ULTRAMAN」板野一郎インタビュー
- WEBアニメスタイル COLUMN （页面存档备份，存于） - アニメ様の七転八倒　小黒祐一郎、第3回　板野サーカスの神髄